# آگادا
آگادا یا اَگَده (عبری آرامی: אגדה) روایت آن بخش از ادبیات یهود است که مشتمل بر هلاخا نیست. این بخش از سنت شفاهی شامل روایات مربوط به تنخ، تاریخ و اخلاق است. بخشی از تلمود، دربردارنده اگادا است.